# Eduin Becerra
Eduin Becerra, né le 28 septembre 1985 à Santa Cruz de Mora, est un coureur cycliste vénézuélien. 

## Biographie
En 2013, Eduin Becerra devient champion du Venezuela sur route.
En juillet 2014, il participe au Tour de Martinique avec le club de la Pédale Pilotine.

## Palmarès et résultats

### Palmarès par année
- 2008
  - 3e du Tour du Guatemala
- 2009
  - 1re étape du Tour du Trujillo
  - Vuelta a Santa Cruz de Mora
- 2010
  - 4e et 6e étapes du Tour de Guadeloupe
- 2011
  - 9e étape du Tour du Táchira
- 2012
  - 2e étape du Clásico Virgen de la Consolación de Táriba (contre-la-montre)
  - 1rea étape de la Vuelta a Tovar (contre-la-montre)
  - 3e du Clásico Virgen de la Consolación de Táriba
- 2013
  -  Champion du Venezuela sur route
- 2014
  - 7e étape du Tour de Martinique
  - Vuelta a Tovar :
    - Classement général
    - 2e et 3e étapes
- 2015
  - Tour du Trujillo
- 2016
  - Grand Prix du 22 Mé :
    - Classement général
    - 1re et 2e étapes

  - 3e étape de la Vuelta a Bramón
- 2017
  - 4e étape du Critérium des Quartiers du Lamentin
- 2018
  - 1re étape du Grand Prix Cap Nord
  - Grand Prix du Développement Durable et Solidaire
  - 8ea étape du Tour de Martinique
  - 3e du Grand Prix Cap Nord
- 2019
  - 2e étape du Grand Prix Caron
  - Tour de Martinique :
    - Classement général
    - 4e et 8eb (contre-la-montre) étapes

  - 3e du Grand Prix Caron
- 2020
  - 3e étape du Clásico Ciclistico Uribante
- 2022
  - 5e étape du Tour du Táchira
  - 2e du Tour du Táchira
- 2023
  - 3e étape du Tour du Trujillo
  - 3e du Tour du Trujillo
- 2024
  - 3e étape de la Vuelta a Bramón
  - 2e du Critérium des Quartiers du Lamentin
  - 3e du Tour du Trujillo
- 2025
  - Tour du Táchira : 
    - Classement général
    - 7e étape

### Classements mondiaux
| Année                                 | 2009 | 2010 | 2011 | 2012 | 2013 | 2014 | 2015 | 2016  | 2017  | 2018 | 2019 | 2020  | 2021 | 2022  | 2023  | 2024  |
| ------------------------------------- | ---- | ---- | ---- | ---- | ---- | ---- | ---- | ----- | ----- | ---- | ---- | ----- | ---- | ----- | ----- | ----- |
| Classement mondial                    |      |      |      |      |      |      |      | 1373e | 2033e | nc   | nc   | 1968e | nc   | 1182e | 1358e | 2492e |
| UCI America Tour                      | 68e  | 107e | 174e | 109e | 21e  | nc   | nc   | 168e  | 271e  | nc   | nc   | 189e  | nc   | 151e  | nc    | nc    |
|                                       |      |      |      |      |      |      |      |       |       |      |      |       |      |       |       |       |
| Légende : nc = non classéSource : UCI |      |      |      |      |      |      |      |       |       |      |      |       |      |       |       |       |